# Филипавичюс, Стасис
Стасис Филипавичюс (лит. Stasys Filipavičius 9 сентября 1913, Расейняй  — 20 июня 1983, Вильнюс, Литовская ССР) — литовский партийный и государственный деятель, секретарь ЦК Коммунистической партии Литвы, заместитель председателя Совета Министров Литовской ССР в 1952—1953. Депутат Верховного Совета СССР 1-го созыва.

## Биография
Был членом коммунистического движения в Литве с 1933 года. В 1935—1940 годах за коммунистическую деятельность был заключен в тюрьму. После вхождения Литвы в состав СССР, в 1940-1941 годах – первый секретарь Расейняйского уездного комитета Литовской компартии (КПЛ). Член ЦК КПЛ в 1941-1961 годах.
В 1942—1943 годах воевал в 16-й стрелковой Литовской дивизии Красной Армии в качестве политработника (парторг полка).
В 1943—1945 годах работал в Москве в штабе литовского партизанского движения. С 1945 ответорганизатор ЦК КПЛ.
В 1948 году окончил Вильнюсскую Высшую партийную школу. По окончании учебы до 1950 года работал заместителем заведующего, затем заведующим отделом ЦК КПЛ.
В 1950—1952 годах — секретарь ЦК КПЛ и член Бюро ЦК КПЛ.
В 1952—1953 годах — заместитель председателя Совета Министров Литовской ССР.
В 1953—1957 годах — министр лёгкой промышленности Литовской ССР.
В 1957—1961 годах — глава коллегии совнархоза Литовской ССР.
В 1962—1976 годах — член коллегии министерства лёгкой промышленности Литовской ССР.
В 1951—1963 годах — депутат Верховного Совета Литовской ССР.
Автор воспоминаний о работе в подполье «Ночные огни» («Nakties žiburiai», 1970).